# スペイン領西アフリカ

スペイン領西アフリカ
الافريقية الغربية الاسبانية (アラビア語)
África Occidental Española (スペイン語)

国歌: Marcha Real（スペイン語）
国王行進曲
スペイン支配下におかれたアフリカの地域（1912年） 
これらのうちのいくつかが後にスペイン領西アフリカとなった。

スペイン領西アフリカ（スペインりょうにしアフリカ、スペイン語: África Occidental Española、AOE）は、アフリカ北西部の大西洋岸にあったスペインの植民地群である。1946年にスペイン保護領モロッコの南部地域、イフニ植民地、スペイン領サハラを一つの行政単位に統合して形成された。1957年から58年のイフニ戦争の後、スペインは保護領の南部をモロッコに割譲し、1958年にイフニとサハラに別々の県を作った。
1946年7月20日の勅令により、スペイン領西アフリカが成立した。新総督はイフニに拠点をおいた。彼はモロッコの高等弁務官の委任受けた充て職として、保護領の南部に位置し、沿岸の他のスペイン領と同じ方針でその統治を円滑にするためであった。1947年7月12日、イフニとサハラは別の存在として引き上げられたが、依然としてイフニ総督の権限下にあった。1958年1月10日と14日、サハラとイフニは完全に独立したスペインの正規の県へ昇格した。